# Wailers Band
The Wailers Band is de voormalige begeleidingsgroep van reggaezanger Bob Marley (vanaf 1974).
De twee belangrijke leden van de band waren bassist Aston "Family Man" Barrett en zijn broer, drummer Carlton "Carlie" Barrett. Verdere leden waren Al Anderson op leadgitaar, Tyrone Downie op keyboards, Alvin "Seeco" Patterson op percussie en de I Threes (Judy Mowatt, Rita Marley en Marcia Griffiths) als achtergrondzangeressen.
Na Bob Marleys overlijden in 1981 ging de band verder onder leiding van Junior Marvin, die ook de zang voor zijn rekening nam. Ook de bezetting wisselde wat. Tot aan de dood van Carlton Barrett in 1987 waren de twee broers Barrett de sturende factor in de muziekvorm. Sly Dunbar, een grote naam in de reggaewereld, heeft het drummen met succes mogen leren van Carlton "Carlie" Barret. Ze brachten 4 studioalbums uit (I.D., Majestic Warriors, Jah Message, Heritage of Dub) en vijf livealbums.
In 2014 maakte de band een wereldtournee en in 2015 traden zij op in India.